# Дюкянджик джамия
Муслихудин бин Абдулгани джамия или Мюезин Ходжа джамия, по-известна като Дюкянджик джамия (на македонска литературна норма: Дуќанџик џамија; на турски: Muslihuddin bin Abdülgani Camii, Müezzin Hoca Camii, Dükkancık Camii) е мюсюлмански храм в Скопие, столицата на Република Македония. Джамията е обявена за паметник на културата.
Джамията е разположена в периферията на Старата скопска чаршия, на кръстовището на улиците „125“ и „130“, до Хаджи Балабан джамия. Изградена е в 1549/1550 година. Джамията е разрушена по време на земетресението от 1963 година като само минарето остава непокътнато. Обновяването на храма започва в 2004 година.